# 小行星5942
小行星5942（5942 Denzilrobert）是一颗绕太阳运转的小行星，为主小行星带小行星。该小行星于1983年1月10日发现。

## 轨道参数
小行星5942的轨道半长轴为3.0288021 UA，离心率为0.126。